# Rebecca Rand Kirshner
Rebecca Rand Kirshner, talvolta conosciuta come Rebecca Kirshner (1974), è una sceneggiatrice e produttrice televisiva statunitense.
È figlia del professore di Harvard Robert Kirshner e pronipote di William Rand.
Tra i suoi lavori, si ricorda la lunga collaborazione per due telefilm di successo, come Buffy e Una mamma per amica.